# Werner Frères & Cie
Werner Frères & Cie est un constructeur automobile français.

## Production

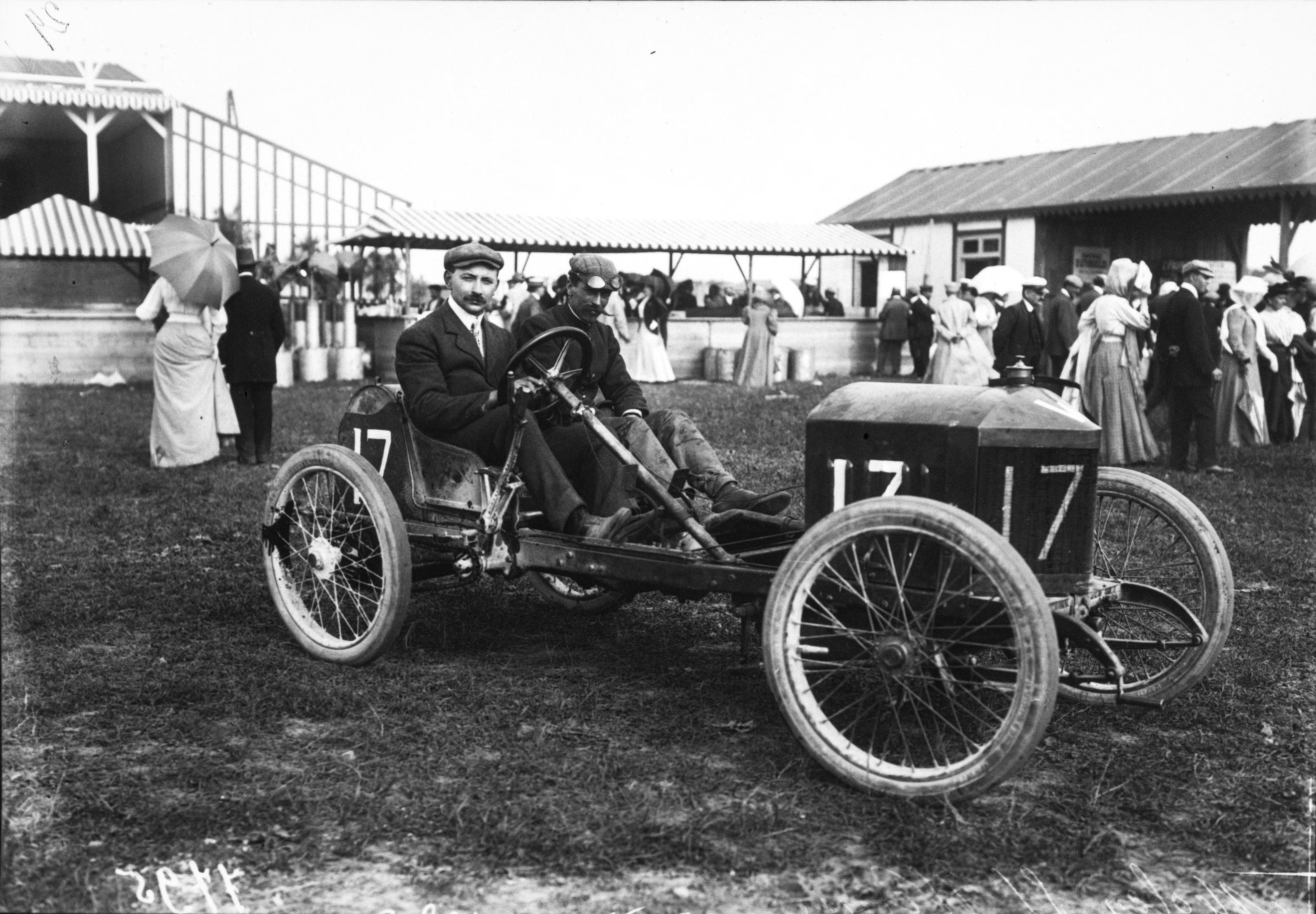
Léon Molon dans sa Werner au Grand Prix des Voiturettes de Dieppe en 1908.

L’entreprise basée à Paris a commencé à produire des automobiles en 1900. Les bâtiments de l’usine ont changé à plusieurs reprises au cours de l’histoire de l’entreprise. Le nom de marque était Werner . Les deux frères d’origine russe ont fondé leur entreprise en 1893 et ont d’abord vendu des machines à écrire. Après cela, ils ont changé leur modèle commercial pour le phonographe d’Edison aux États-Unis. Bientôt, le kinétoscope fut au premier plan. Vers 1897/1898, les frères se lancent dans la construction de motos. La production de motos a toujours été la partie la plus importante de l’entreprise. Un premier tricycle a suivi vers 1900, avec lequel l’entrée dans la construction automobile a eu lieu. À partir de 1906, la production d’automobiles conventionnelles commence. La production s’est arrêtée vers 1914, probablement en raison de la Première Guerre mondiale.